# 히가시이시쿠로촌
히가시이시쿠로촌(東石黒村)은 도야마현 니시토나미군에 있던 촌이다

## 역사
- 1889년 4월 1일 - 정촌제 시행에 의해  도나미군 히가시이시쿠로촌이 성립하였다.
- 1896년 4월 1일 - 군 개편에 의해 도나미군이 분할해 니시토나미군이 성립에 의해 니시토나미군에 속하게 되었다.
- 1954년 7월 20일 - 후쿠노정과 합병해 구 후쿠노정이 성립하였다.

## 참고문헌
- 『市町村名変遷辞典』東京堂出版、1990年。